# بيتر مور (مجرم)
بيتر مور (بالإنجليزية: Peter Moore) هو قاتل متسلسل بريطاني، ولد في 1940 في Rhyl ‏ في المملكة المتحدة.